# Bartomeu Camps
Bartomeu Camps dit “l'Empordanès” (? - Barcelona, 1565) fou un bandoler actiu a la zona de les Gavarres i la Selva. La seva banda era conformada per una setantena d'homes molts empordanesos i diversos d'ells d'origen gascó que assaltaven els viatgers que acudien o tornaven dels mercats propers o bé atacaven els masos de les zones rurals.
El primer atemptat que se li coneix és un enfrontament el 22 de juny de 1564 en el camí de Palamós a la Bisbal d'Empordà amb una partida de sometents que tornava d'una expedició per un albirament de vaixells turcs. Comandada pel bisbalenc Francesc de Torroella, aquest fou malferit i morí un parell de dies més tard. El següent divendres, al mercat de la Bisbal, alguns membres del sometent reconegueren i detingueren sis dels membres de la banda de Camps participants en l'assalt. Aquests sis, cinc empordanesos i un gascó, els dugueren a Girona on foren assotats, torturats, jutjats, i penjats a la forca.
La mort de Francesc de Torroella, cap de la milícia de la Bisbal, activà els sometents de la comarca per lluitar contra els bandolers. Toni Juliol, un pagès de Santa Pellaia, es determinà a atrapar Joan Camós del Vilar de la Bisbal, membre de la colla de Bartomeu Camps, que actuava alguns cops per compte propi, sobre el qual el rei havia ofert una recompensa de cent lliures per considerar-lo "esser malhome i mal crestià", entre altres crims se li atribuïen robatoris a masos i de bestiar; danys a ramats, fruiterars i vinyes; i tres homicidis a l'Empordà. Toni Juliol amb un grup de muntanyencs perseguí la banda de Camós i l'encalçaren al paratge del forn de vidre de Folls prop de Sant Cebrià dels Alls. Encerclat i acorralat el fet és que Joan Camós fou tirotejat i mort (15 d'octubre de 1564). El seu cadàver fou objecte de revenja: Lligat a un cavall i arrossegat fins a Cruïlles on li tallaren el cap que penjaren a la torre de la plaça, quatre parts del seu cos foren penjades en cruïlles de camins principals.
Bartomeu Camps planejà una revenja contra el cap de la partida que capturà a Camós i el 3 de gener de 1565 la seva banda assaltà el Mas Juliol saquejant els bens i el bestiar, matant dos mossos, i incendiant el mas. Juliol que era a prop inicià una persecució i la partida sometent sofrí tres morts. Tot plegat incrementà l'activitat contra Camps implicant-s'hi el suport formal i material del veguer de Girona, el bisbe de Girona i el virrei de Catalunya formant un petit exèrcit dedicat a la persecució de la banda de Camps. Finalment Bartomeu Camps fou capturat durant un encontre amb la seva amant prop de Girona. Durant aquestes operacions també foren capturats altres membres del seu grup: Bernat Dexesa de la Ganga (penjat), Lloberas de la Palanca amb un gascó (esquarterats), o Balell (torturat i mort a Barcelona).
Bartomeu Camps fou dut a Barcelona, capital del Principat de Catalunya, on fou turmentat atroçment sent flagel·lat, arrossegat pels carrers, se li arrencaren bocins de carn amb unes tenalles roents, li tallaren les mans i les cremaren en presència seva. Fou finalment executat per esquarterament i el poc que quedava del seu cadàver fou cremat en una foguera.